# Guerra Indígena do Noroeste
A Guerra Indígena do Noroeste também conhecida como Guerra da Pequena Tartaruga e por vários outros nomes, foi uma guerra travada entre os Estados Unidos e uma grande confederação de índios para o controle do Território do Noroeste, que terminou com uma vitória dos Estados Unidos na Batalha de Fallen Timbers em 1794. Como resultado da guerra, o território, incluindo grande parte da atual Ohio foi cedida aos Estados Unidos no Tratado de Greenville, em 1795.